# وارکرفت: ارباب قبایل
وارکرفت: ارباب قبایل (به انگلیسی: Warcraft: Lord of the Clans) رمانی از کریستی گلدن است که داستان به شکوه و افتخار رسیدن ترال جنگ‌سالار پس از فروپاشی هورد را روایت می‌کند. این کتاب اقتباسی از بازی ویدئویی لغو شده بلیزارد انترتینمنت به نام ماجراهای وارکرفت: ارباب قبایل می‌باشد. این کتاب در سال ۲۰۱۶ برای مجموعهٔ بلیزارد لجندز بازنشر شد.
در فوریه ۲۰۰۹ یک نسخه صوتی از این کتاب، خوانده شده توسط دیک هیل منتشر شد.

## خلاصهٔ داستان

#### از پشت کتاب
برده. گلادیاتور. شمن. جنگ‌سالار. اورک مرموز معروف به ترال همهٔ این‌ها بوده‌است. بزرگ شدن از کودکی توسط اربابان بی‌رحم انسانی که در تلاش برای گنجاندن او در صف سربازان خود بودند، ترال را توسط وحشیگری در قلب و حیله‌گری در تربیت، به دنبال سرنوشتی برد - که او برای شکستن بند خودش و کشف مجدد سنت‌های قدیمی مردمش تازه شروع به درک آن می‌کرد. اکنون سرانجام داستان پر فراز و نشیب سفر زندگی او - حماسه‌ای از عزت، نفرت و امید - می‌توان گفته شود…

## توضیحات
در غبار مه آلود گذشته، جهان آزروت مملو از موجودات شگفت‌انگیز از هر نوع بود. الف‌های مرموز و دورف‌های سرسخت با آرامش و هماهنگی نسبی در میان قبایل انسان قدم می‌زدند - تا زمانی که ورود ارتش اهریمنی معروف به لژیون سوزان، آرامش جهان را برای همیشه از بین برد. اکنون اورک‌ها، اژدهایان، گابلین‌ها و ترول‌ها برای برتری بر پادشاهی‌های پراکنده و متخاصم درگیر هستند - بخشی از یک طرح بزرگ و شرورانه که سرنوشت دنیای وارکرفت را تعیین می‌کند.